# 波尼縣 (奧克拉荷馬州)
波尼县是美國奧克拉荷馬州北部的一個縣，面積1,541平方公里。根據2010年人口普查，本縣共有人口16,577人。本縣縣治為波尼（Pawnee）。

## 歷史

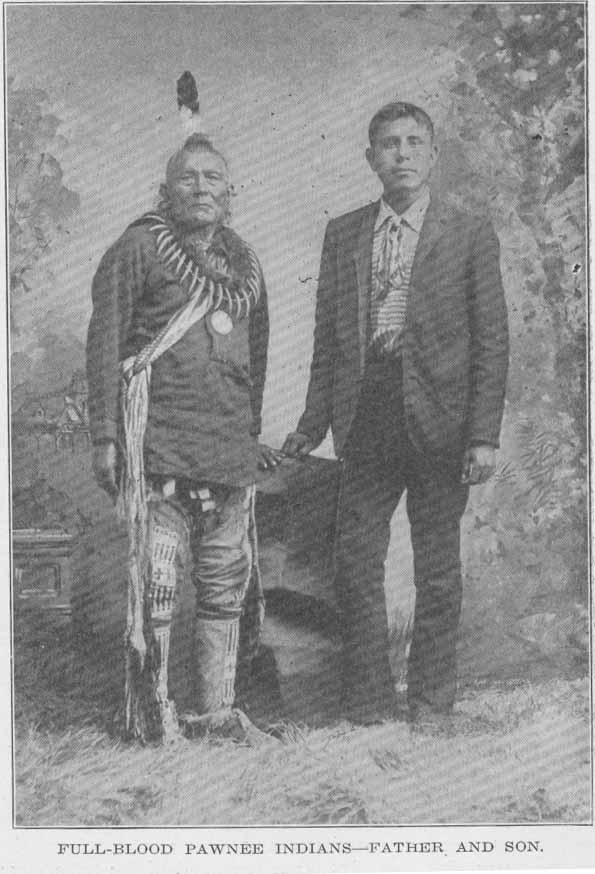
波尼族人

歐塞奇族自古以來便一直將這一帶用作水牛獵場。1825年，歐塞奇族將現今密蘇里州、阿肯色州和俄克拉何馬州的領土割予聯邦政府。在美洲土著被聯邦政府從美國東南部強制驅趕後，切諾基族便於1828年獲得了包含本縣在內的俄克拉何馬州東部土地。南北戰爭結束後，切諾基族同意讓其他美洲印第安人定居在其領地的東部。1873年，聯邦政府開始強迫波尼族人從內布拉斯加州遷徙至這一帶的印第安保留地。
在1891年，波尼族同意將部份土地割予非印第安人供定居之用。於1893年，波尼縣成立，原名Q縣。於1895年，縣政府成立，並改掉縣名。縣名來自波尼族印第安人。

## 地理

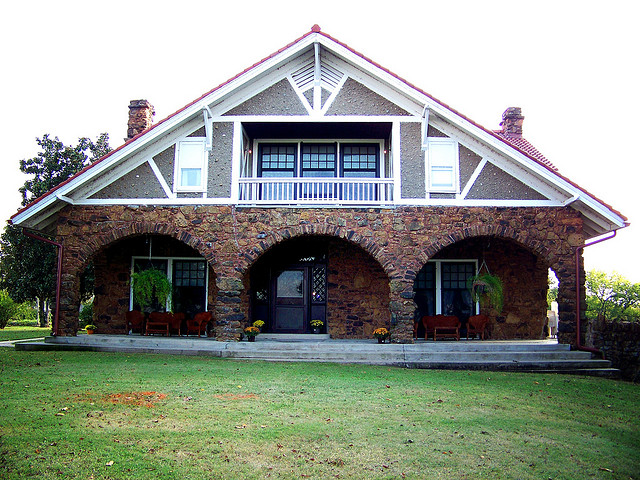
縣治波尼

根據2000年人口普查，波尼縣的總面積為595平方英里（1,540平方），其中有569平方英里（1,470平方），即95.73為陸地；25平方英里（65平方），即4.27%為水域。

### 毗鄰縣
所有波尼縣的毗鄰縣皆為奧克拉荷馬州的縣份。
- 歐塞奇縣：北方
- 塔爾薩縣：東南方
- 克里克縣：南方
- 佩恩縣：西南方
- 諾布爾縣：西方

## 人口
| 调查年                                | 人口   | 备注 | %±     |
| ------------------------------------- | ------ | ---- | ------ |
| 1900                                  | 12,366 |      | —      |
| 1910                                  | 17,332 |      | 40.2%  |
| 1920                                  | 19,126 |      | 10.4%  |
| 1930                                  | 19,882 |      | 4.0%   |
| 1940                                  | 17,395 |      | −12.5% |
| 1950                                  | 13,616 |      | −21.7% |
| 1960                                  | 10,884 |      | −20.1% |
| 1970                                  | 11,338 |      | 4.2%   |
| 1980                                  | 15,310 |      | 35.0%  |
| 1990                                  | 15,575 |      | 1.7%   |
| 2000                                  | 16,612 |      | 6.7%   |
| 2010                                  | 16,577 |      | −0.2%  |
| 2012年估计                            | 16,474 |      | −0.6%  |
| 美國十年一度的人口普查 2012年人口估計 |        |      |        |

根據2000年人口普查，波尼縣擁有16,612居民、6,383住戶和4,748家庭。其人口密度為每平方英里29居民（每平方公里11居民）。本縣擁有5,082間房屋单位，其密度為每平方英里5間（每平方公里13間）。而人口是由82.27%白人、0.69%黑人、12.13%土著、0.2%亞洲人、0.05%太平洋白民、0.24%其他種族和4.42%混血构成。而西班牙裔或拉丁美洲人佔了人口1.16%。
在6,383住户中，有32.6%擁有一個或以上的兒童（18歲以下）、61.6%為夫妻、9%為單親家庭、25.6%為非家庭、22.8%為獨居、11%住戶有同居長者。平均每戶有2.58人，而平均每個家庭則有3.02人。在16,612居民中，有26.5%為18歲以下、7.3%為18至24歲、26.2%為25至44歲、25.2%為45至65歲以及14.8%為65歲以上。人口的年齡中位數為38歲，女子對男子的性別比為100：97.4。成年人的性別比則為100：97.4。
本縣的住戶收入中位數為$31,661，而家庭收入中位數則為$37,274。男性的收入中位數為$29,946，而女性的收入中位數則為$21,069，人均收入為$15,261。約9.6%家庭和13%人口在貧窮線以下，包括16.6%兒童（18歲以下）及13.8%長者（65歲以上）。